# Урочище Преображенське
Урочище Преображенське — один з об'єктів природно-заповідного фонду Запорізької області, ботанічний заказник місцевого значення.

## Розташування
Об'єкт розташований на території Оріхівського району Запорізької області, околиця села Преображенка, Оріхівське лісництво, квартал №16 ДП "Пологівське ЛМГ" [Архівовано 1 лютого 2020 у Wayback Machine.].

## Історія
Статус отримано рішенням Запорізького обласного виконавчого комітету від 28 травня 1980 року. Назва походить від розташованого поруч села Преображенки.

## Мета
Мета створення заказника — збереження ландшафтного та біологічного різноманіття, підтримання екологічного балансу, раціональне використання природних і рекреаційних ресурсів Запорізької області.

## Значення
Ботанічний заказник місцевого значення «Урочище Преображенське» має особливе природоохоронне, естетичне і пізнавальне значення.

## Площа
Загальна площа ботанічного заказника місцевого значення «Урочище Преображенське» становить 89 га.